# Dasykaluta rosamondae
O Kaluta (Dasykaluta rosamondae) é uma espécie de marsupial da família Dasyuridae. É a única espécie descrita para o gênero Dasykatula. É um pequeno carnívoro, que mede até 10 cm de comprimento, de hábitos noturnos. O seu habitat são as zonas centrais e secas da Austrália Ocidental.

## Características
Os indivíduos medem de 9 à 11 cm de comprimento e pesam cerca de 20 à 40 gramas. Vivem cerca de três anos em cativeiro.
O Kaluta tem uma coloração marrom-avermelhada, com pelo grosso. Na forma do corpo é semelhante aos antequinos, apesar de ter a cabeça e as orelhas mais curtas. Também é um pouco menor que estes animais;
Foi descrito primeiro por Ride em 1964, a espécie foi colocada no gênero Antechinus. No entanto, em 1982 Mike Archer atribuiu-lhe um gênero próprio. Desde então tem-se mostrado mais estreitamente relacionado com o Dibbler (Parantechinus apicalis).
O nome da espécie, rosamondae, é uma referencia para Rosamund Clifford, a famosa amante de Henry II da Inglaterra, que se diz ter tido cabelos vermelhos;

## Hábitos alimentares
O Kaluta se alimenta de insetos e pequenos vertebrados. Um hábito notável é sacudir a cauda no ar, quando investiga seu habitat;

## Características de reprodução
Os Machos dos Kalutas vermelhos, como várias outras espécies de dasyurideos, morrem logo após o acasalamento em que acontece por volta de Setembro, provavelmente devido ao estresse. Os filhotes nascem após uma gestação de sete semanas e são desmamados em quatro meses de idade.

## Habitat
Vivem nos desertos, matagais xéricos do oeste da Austrália;

## Distribuição Geográfica
Austrália Ocidental;